# Langeskov
Langeskov – miasto w Danii, w regionie Dania Południowa, w gminie Kerteminde, na wyspie Fionia. W latach 1970-2006 siedziba gminy Langeskov.